# Does a Tiger Wear a Necktie?
Does a Tiger Wear a Necktie? (traducción: ¿Un tigre usa corbata?) es una obra de teatro escrita en 1969 por Don Petersen. Tiene tres actos y ayudó a lanzar las carreras de los actores Al Pacino y Ron Thompson.

## Título
El título de la obra es explicado por el personaje Fullendorf, quien dijo: «¿Un tigre usa corbata? [Does a Tiger Wear a Necktie?] No es para nosotros ir por el buen camino. Somos como los tigres. Comemos carne cruda. Nos criaron así y nos gusta».
«¿Un tigre usa corbata? No, iría en contra de su naturaleza y la rehabilitación va en contra de la naturaleza de adictos como Bickham», explicó Clive Barnes en su reseña para The New York Times.

## Argumento
La historia es un drama sobre adolescentes adictos a las drogas en un centro de rehabilitación ubicado en una isla en un río que bordea una gran ciudad industrial. Un profesor de inglés intenta marcar una diferencia en la vida de sus alumnos. Encuentra barreras al intentar hacerlo, las mismas barreras creadas por el sistema que obstaculizan el desarrollo de los adictos y los hacen volver.
Un adicto, Bickham, es un adolescente en busca de su padre. También está Conrad, quien quiere recuperarse y casarse con su amor, Linda. Durante la obra, su personaje deja el grupo de rehabilitación para vivir con su hermana, también adicta. Aparte de los estudiantes, hay otros cuatro personajes en el centro de rehabilitación: un maestro, un psiquiatra, un policía y el director del centro.

## Producción
La producción original de 1969 se estrenó en el Teatro Belasco. Tuvo nueve preestrenos y treinta y nueve funciones.
Does a Tiger Wear a Necktie? fue dirigida por Michael Schultz en su debut en Broadway, después de años de trabajo profesional con Negro Ensemble Company, y fue producida por Huntington Hartford, heredero de la cadena de supermercados A&P.
Ron Thompson ganó el Premio del Círculo de Críticos de Drama de Los Ángeles por su actuación principal en esta obra en 1973.
La obra se reestrenó en 2002 en el Looking Glass Theatre de Nueva York, donde fue dirigida por Michael LoPorto. Has sido reproducida en circuitos de teatro comunitario y escolar y en clases de actuación.

## Reparto
La obra ayudó a lanzar la carrera de Al Pacino, quien ganó un premio Tony al mejor actor de reparto en una obra de teatro por su interpretación de Bickham. Jack Kroll de Newsweek dijo que Pacino tenía «el andar de un criminal, con un alma poética». Una encuesta realizada por la revista Variety a críticos de teatro nombró a Pacino como el «nuevo actor de Broadway más prometedor» por su actuación en Does a Tiger Wear a Necktie?.
Además de Pacino, Hal Holbrook interpretó al Sr. Winters, el maestro. Lauren Jones recibió una nominación al Tony en 1969 por interpretar a Linda. Michael Brandon interpretó a Prince y Roger Robinson a Conrad.